# Le Fréchet
Le Fréchet is een gemeente in het Franse departement Haute-Garonne (regio Occitanie) en telt 115 inwoners (2009). De plaats maakt deel uit van het arrondissement Saint-Gaudens.

## Geografie
De oppervlakte van Le Fréchet bedraagt 4,2 km², de bevolkingsdichtheid is dus 27,4 inwoners per km².
De onderstaande kaart toont de ligging van Le Fréchet met de belangrijkste infrastructuur en aangrenzende gemeenten.

## Demografie
Onderstaande figuur toont het verloop van het inwonertal (bron: INSEE-tellingen).